# National Wrestling Association
National Wrestling Association (NWA) war der Name eines  US-amerikanischen Wrestling-Dachverbandes (engl. Wrestling Federation), der offiziell im Oktober 1980 aufgelöst wurde. Verantwortlicher Promotor war Nick Kerasiotis.

## Geschichte
Die Promotion wurde am 23. August 1929 als Wrestling-Abteilung der National Boxing Association gegründet. Im Oktober 1930 wurde die Promotion von der NBA unabhängig.
Es schlossen sich nun zahlreiche Wrestling-Veranstalter der National Wrestling Association an, so zum Beispiel der in Iowa ansässige Paul George. Dieser reorganisierte mit dem Beitritt seine Promotion in die NWA Iowa. Einflussreichster Promotor war jedoch der in St. Louis beheimatete Tom Packs, der sich schnell in der National Wrestling Association durchsetzen und diese dominieren konnte.
Packs' Promotion, die Northwest Association, kontrollierte das Wrestling in den Neuenglandstaaten, New York, Missouri, Louisiana und den Mittelstaaten Iowa, Nebraska sowie Kentucky und Teile des benachbarten Kanada. Bald wurde Packs' autoritärer Führungsstil vom Vorstand der National Wrestling Association bemängelt und man beschloss, ihm mit Paul Bowser einen Gegenpart gegenüberzustellen. Bowsers Promotion, die American Wrestling Association, kontrollierte Minnesota, Massachusetts, Ohio und Teile der Neuenglandstaaten, New Yorks und New Jerseys. Die AWA war aber auch wie Packs in Kanada aktiv. Aber Bowser konnte sich Packs gegenüber nicht durchsetzen und so waren beide bereits im März 1936 zerstritten.
Doch noch bevor die National Wrestling Association als Promotion gegründet wurde, besaß sie schon einen Weltmeister-Titel (engl. World Title), was sie in der Wrestling-Geschichte einmalig werden lässt.

### NWA World Wrestling Championship

#### Die World Heavyweight Wrestling Championship
Die „World Heavyweight Wrestling Championship“ oder kurz „World Championship“ war ein im November 1901 eingeführter Titel, um den  verschiedene Wrestling-Promotionen und -Abteilungen antraten. Obgleich als global bezeichnet, war dieser Titel jedoch nur ein nationaler. Lediglich der erste Titelträger, Georg Hackenschmidt, konnte diesen Titel bei einem offenen Turnier in Wien erringen. Hackenschmidt hielt den Titel fast drei Jahre und verteidigte diesen bei realen Ringkämpfen in Deutschland, Frankreich und Russland.
Georg Hackenschmidt war zu seiner Zeit ein Ausnahmeathlet: Bereits zwischen 1900 und 1904 trat er mehrfach um den „Griechisch-Römischen Schwergewichtstitel Europas“ (engl. European Greco-Roman Heavyweight Title) an, den er am 4. September 1902 in Liverpool von Tom Cannon gewinnen konnte. Am 30. April 1904 wurde er in London als Weltmeister anerkannt, als er seinen Kontrahenten Ahmed Madrali besiegen konnte.
Am 4. Mai 1905 schlug Hackenschmidt seinen Kontrahenten Tom Jenkins, den Träger des „Amerikanischen Schwergewichttitels“ (engl. American Heavyweight Title), und wurde nun auch in Nordamerika als Weltmeister anerkannt.
Am 3. April 1908 verlor Hackenschmidt in Chicago den Titel gegen Frank Gotch und danach wurde der Titel nur noch in den Vereinigten Staaten ausgetragen. Da es sich hierbei um einen Ligen-übergreifenden Titel handelte, wird die originale Wrestling-Weltmeisterschaft im Schwergewicht (engl. World Heavyweight Wrestling Championship)  auch als unabhängige Wrestling-Meisterschaft (engl. Independent World Heavyweight Wrestling Championship) bezeichnet.
Die NBA begann ab dem Jahr 1929 die Einführung einer eigenen, global ausgelegten Meisterschaft (NBA/NWA World Heavyweight Wrestling Championship) für ihre Wrestling-Abteilung vorzubereiten. Dieser neugeschaffene Titel sollte das Gegenstück der bereits bestehenden Weltmeisterschaft im Boxen (NBA World Heavyweight Boxing Championship) darstellen und sollte wie diese weltweit zu verteidigen sein.
Um dieses Ziel zu erreichen, richtete die NBA am 4. Januar 1929, zusammen mit der American Wrestling Association, ein Turnier um die Wrestling-Weltmeisterschaft aus, das in Boston ausgetragen wurde.
Der Football-Profi Gus Sonnenberg durfte bei diesem Turnier für die NBA seinen Kontrahenten und damaligen amtierenden AWA-Weltmeister Ed Lewis besiegen. Damit war deren Titel bei der National Wrestling Association. Man erklärte diesen Titel nun offiziell zur „NBA/NWA World  Championship“, indem man nun den AWA-Welttitel (engl. AWA World Title) umbenannte.
Sonnenberg verzichtete gegen Zahlung einer Siegesprämie von 7.500 US$ auf den Titel und die NBA/NWA erklärte diesen nun für vakant. Den originalen Titelgürtel gab man im Anschluss an die AWA zurück und ersetzte diesen durch ein eigenes NWA-Replikat.

### Ausbau zum wichtigsten US-Titel
Am 23. August 1929 wurde die NBA/National Wrestling Association (NBA/NWA) als Wrestling-Abteilung des bestehenden Boxverbandes gegründet. Zu diesem Zweck veranstaltete die NBA/NWA in Philadelphia ein offenes Wrestling-Turnier (engl. Free Tournament) um die neue Meisterschaft (engl. Championship). Nach K.o.-Prinzip standen sich in der Schlussrunde Dick Shikat und Jim Londos gegenüber. Shikat konnte seinen Kontrahenten besiegen und wurde nun zum ersten NBA/NWA-Champion erklärt.
Im Oktober 1930 machte sich die National Wrestling Association selbständig und wurde nun diktatorisch von Tom Packs geführt. Unter seiner Führung, er saß seit einiger Zeit in der New Yorker staatlichen Sport-Kommission (engl. State Athletic Commission of New York), begann die National Wrestling Association ab 1934 ihren Titel gezielt als ranghöchsten in der amerikanischen Szene zu etablieren. Am 25. Juni 1934 durfte Packs' Weltmeister Jim Londos, der Inhaber der regionalen New Yorker Meisterschaft (engl. New York State Athletic State Commission World Title), in New York City den damals amtierenden Weltmeister der National Wrestling Association, Jim Browning, besiegen und beide Titel halten.
Am 30. Juli 1935 trat die in Boston beheimatete Promotion American Wrestling Association der National Wrestling Association als Mitglied (engl. Affiliate) bei und deren Betreiber Paul Bowser wurde in den Vorstand (Board Of Directors) aufgenommen.
Um nun eine einzige Weltmeisterschaft im Wrestling  zu haben, wurde an diesem Tag von der AWA in Boston ein Turnier veranstaltet, bei dem es nun um die Vereinigung der damaligen „AWA Championship“ und der „NWA Championship“ ging. Danno O’Mahoney, der bereits am 27. Juni 1935 in Boston Jim Londos um den Titel der National Wrestling Association besiegen durfte, schlug auf diesem AWA-Turnier seinen Kontrahenten Ed Don George und wurde zum uneingeschränkten Schwergewichtsweltmeister des Wrestlings (engl. Undisputed World Heavyweight Wrestling Champion) erklärt.
Am 2. März 1936 durfte Dick Shikat in New York City nun O’Mahoney um die Weltmeisterschaft der National Wrestling Association besiegen, was aber Bowser seinerseits nicht anerkannte. Dieser hatte sich zwischenzeitlich mit Tom Packs zerstritten. So wurde O’Mahoney von der American Wrestling Association weiterhin als Weltmeister der American Wrestling Association geführt und bezeichnet und der Dachverband der National Wrestling Association drohte erstmals auseinanderzubrechen.
Am 25. April 1936 durfte Ali Baba in Detroit Shikat besiegen und neuer Weltmeister  werden. Doch bereits am 12. Juni 1936 verlor der diesen Titel in Newark durch Disqualifikation an Dave Levin. Ali Baba weigerte sich jedoch, diesen Titelverlust anzuerkennen, und so trat er den Titel erst am 26. Juni 1936 in Columbus an Everette Marshal ab.
Am 28. September 1936 wurde die Weltmeisterschaft im Schwergewicht von der National Wrestling Association für vakant erklärt und es wurde nun vom Vorstand beschlossen, diese nun auf einem jährlichen Turnier austragen zu lassen.
Am 13. September 1937, auf der Vorstands-Jahressitzung der National Wrestling Association, erhielt nun John Pesek den vakanten Titel verliehen, nachdem er der einzige Anwärter war. Nach Zahlung einer Kaution von 1.000 US$ wurde ihm der Titel dann auch vom Vorstand zuerkannt. Pesek wurde jedoch der Meistertitel am 17. August 1938 wieder aberkannt, als er an diesem Tag Schwergewichtsweltmeister von Midwest Wrestling Association wurde.
Auf der jährlichen Vorstandssitzung wurde die Weltmeisterschaft der National Wrestling Association am 14. September 1938 an Everett Marshall verliehen und erstmals nicht verteidigt. Erst als Lou Thesz diese am 23. Februar 1939 erhielt, wurde die Meisterschaft wieder aktiv im Wrestling eingebunden. Allerdings handelte es sich hierbei um eine erneuerte AWA-Version, da das Titelmatch in der American Wrestling Association ausgetragen wurde, die damit ihren Titel als lokale Version der NWA-Meisterschaft reaktivierte.

### Bedeutungsverlust
Bis zum Beginn des Zweiten Weltkrieges (1939) war die NWA trotz allen Schwierigkeiten zum größten amerikanischen Wrestling-Dachverband (engl. Wrestling Federation) aufgestiegen.
Die meisten Suborganisationen der National Wrestling Association waren ab 1940 mit der autoritären, fast diktatorisch anmutenden Führung durch Tom Packs unzufrieden. Dieser führte die National Wrestling Association inzwischen wie ein Syndikat. Deswegen erklärte beispielsweise Orville Brown als erster Haupt-Veranstalter seine Unabhängigkeit innerhalb der National Wrestling Association und wies darauf hin, dass diese nur eine „Federation“, ein freiwilliger Dachverband, war.
Brown konnte einige einflussreiche Wrestling-Veranstalter auf seine Seite ziehen: Es waren die Promotoren George Simpson, Al Haft, Tony Stecher, Wally Karbo, Maxwell Baumann und Billy Sandow, die in Kansas beheimatet waren.
In Nebraska begannen sie, erstmals unter dem Banner der „National Wrestling Alliance“ zu veranstalten und kamen auch mehrmals nach Iowa. Diese Namensänderung, der Ersatz des Wortes „Association“ durch „Alliance“, sollte offen ausdrücken, dass diese NWA nun ein Zusammenschluss gleichberechtigter Partner war. Damit traten diese Promotoren in Konkurrenz zu Tom Packs, der die National Wrestling Association inzwischen als sein persönliches Eigentum sah.
Der lokale Promotor Paul George hatte viele Übereinstimmungen hinsichtlich Browns Vorstellungen und so begann er auch im Namen der „National Wrestling Alliance“ zu veranstalten. Im Januar 1941 benannte George seine Promotion um und veranstaltete nur noch unter dem Banner der „National Wrestling Alliance“. Ab dem 9. Juni 1943 veranstalteten Brown und seine Partner fast nur noch im mittleren Westen und im angrenzenden Kanada. Durch eine geschickte Vermarktung wurde die „National Wrestling Alliance“ durch die Presse überregional bekannt. Die Journalisten bezeichneten diese jedoch als Midwest Wrestling Alliance, da das Kürzel „NWA“ noch auf die National Wrestling Association bezogen wurde.
Am 1. September 1943 ging Paul George auf direkter Konfrontation mit Tom Packs, als die „National Wrestling Alliance“ in dessen Stammterritorium, Missouri, auftauchte. Die NWA Iowa erklärte Missouri nun zu ihrem Einflussgebiet. Aber der Zweite Weltkrieg zeigte seine ersten Spuren, da immer mehr Promotionen geschlossen und deren Angestellte zum Wehrdienst eingezogen wurden. Das betraf vor allem die kleineren, da die größeren noch einen gewissen Reservebestand an älteren Wrestlern hatten.

### Re-Organisierung der NWA
Im Juli 1948 lud Paul George acht einflussreiche NWA-Promotoren, einschließlich Tom Packs, zu einem Gedankenaustausch bezüglich der Re-Organisierung der NWA nach Iowa ein. Der zwischenzeitlich hochverschuldete Packs hatte jedoch sein Territorium für 360.000 US$ an ein Konsortium verkauft, dem auch Lou Thesz, Bill Longson, Frank Tunney und Eddie Quinn angehörten. Diese nahmen an der Sitzung teil, besaßen jedoch kein Mitspracherecht. Einzig Thesz wurde als Anwärter auf den NWA-Champion-Titel mit einbezogen.
Alle Anwesenden kamen überein, dass die National Wrestling Association dringend reformiert gehöre und nach ihrer Re-Organisierung den Namen „National Wrestling Alliance“ tragen solle. Endziel war es, beide NWAs wieder zu vereinen und dafür sollten beide Weltmeistertitel (engl. World Titles)  in einen einheitlichen Titel überführt werden. Es bestand im mittleren Westen das Paradoxon, dass in einer Region zwei gleichwertige Weltmeistertitel von zwei NWAs vorhanden waren.

### Eingliederung in die National Wrestling Alliance
Am 20. Juli 1948, nur zwei Tage nach dem Treffen, ernannte die National Wrestling Association Thesz zum dritten Mal zu ihrem Weltmeister. Und es wurden nun von allen Beteiligten verschiedene Handlungsstränge (engl. Storylines) für eventuelle Titelverteidigungen (engl. Title-Matches) ausgearbeitet. Vor allem Orville Brown forderte ein Titelvereinigungs-Match gegen Lou Thesz.
Doch eine plötzliche Unfallverletzung Browns zwang die National Wrestling Alliance dazu, ihren Titel am 27. November 1949 kampflos Lou Thesz zuzusprechen. Mit der Titelvereinigung ging die alte NBA/NWA in der National Wrestling Alliance auf.

### Reaktivierung
Mit der Titelvereinigung war die National Wrestling Association ein Bestandteil der National Wrestling Alliance. Aber es gab weiterhin Kräfte, die die NWA als „Association“ wieder zu reaktivieren wollten. 1953 fand sich die National Wrestling Alliance auf ihrem Höhepunkt. Ihr gehörten nun 100 Promotoren und 30 Promotionen an. Doch war ihr Verhalten nicht ganz unumstritten: Man sagte ihr Mafia-ähnliche Strukturen nach und ging gerichtlich gegen sie vor.
Alles, was die frühe National Wrestling Alliance an der alten National Wrestling Association bemängelte, praktizierte sie nun selbst. Mit dem kleinen Unterschied, in der alten NWA war dieses „Syndikat“ nur in der Person Tom Packs vereint, in der „Alliance“ machten, bis auf Paul George, alle Veranstalter mit. So trat im Mai 1960 die American Wrestling Association aus der National Wrestling Alliance aus und ein wenig später verließ auch der Promotor R. B. Latting diesen Dachverband. Mit einigen Partnern reaktivierte dieser die National Wrestling Association und versuchte diese als echte Konkurrenz zur National Wrestling Alliance darzustellen.
Aber schnell geriet die National Wrestling Association zur schlechten Kopie der National Wrestling Alliance. Wurde dort die sinnlose Sperrung der Wrestler und Promotoren bemängelt, praktizierte die National Wrestling Association unter Latting ganz genau das gleiche. Bekanntestes Beispiel einer solchen Sperrung ist Bruno Sammartino. Dieser wurde am 6. März 1961 durch die Staatliche Sport-Kommission des Staates Maryland (engl. State Athletic Commission of Maryland) für die Territorien der National Wrestling Association gesperrt. Dieses war die direkte Folge, dass Sammartino nur zwei Tage vorher in San Francisco für die zur National Wrestling Alliance gehörenden Promotion Capitol Wrestling Federation angetreten war, während er aber unter einem Vertrag der National Wrestling Association stand.
Vince McMahon löste Sammartino seinen Vertrag in der National Wrestling Association, indem er diesen aufkaufte und übernahm Sammartino in seine eigene Promotion. Dadurch wurde diese völlig willkürliche Sperrung Sammartinos aufgehoben und dessen Ringer-Ehre wieder hergestellt, da dessen Eintrag in allen Sperrverzeichnissen (engl. Blackbooks) gelöscht wurde.
Ende 1962 beschlossen  beide Wrestlingverbände, ihr gegenseitiges Konkurrenzverhalten aufzugeben. Stattdessen einigten sich Vince McMahon (Capitol Wrestling Federation) und Larry Atkins (National Wrestling Association) auf ein gemeinsames Experiment namens World Wide Wrestling Association (WWWA). Diese neue Promotion war in Cleveland, Ohio beheimatet und veranstaltete im gesamten Nordosten und in Chicago.
Bekannt wurde WWWA für einen gemischten Kampf, der am 18. April 1963 stattfand. An diesem Tag trat der Boxer Muhammad Ali gegen den Top-Star der Promotion Buddy Rogers an. Am 28. April 1963 endete diese Zusammenarbeit. Vince McMahon vereinnahmte die WWWA und vereinigte sie mit seiner Promotion, der Capitol Wrestling Federation. Diese wurde nun als World Wide Wrestling Federation reorganisiert. McMahon beendete seine Vollmitgliedschaft in der National Wrestling Alliance und wurde nun sowohl in der National Wrestling Alliance als auch in der National Wrestling Association ein assoziiertes Mitglied. Als Betreiber eines solchen angeschlossenen Wrestlingverbandes (engl. Associated Promotion) saß dieser im erweiterten Vorstand beider Organisationen und konnte dort seinen persönlichen Einfluss auf die Wrestling-Szene gezielt ausbauen.
Ende 1972 einigten sich McMahon und der Vorstand der National Wrestling Alliance auf eine erneute Vollmitgliedschaft von McMahons Capitol Wrestling Federation und so trat diese Anfang 1973 der National Wrestling Alliance wieder bei. Gleichzeitig gab McMahon seinen Sitz im Vorstand der National Wrestling Association auf.
Im März 1973 übernahm Nick Kerasiotis die Leitung der National Wrestling Association. Diese war weiterhin fest in der unabhängigen Wrestling-Szene (engl. Independent Circle) verankert, aber ihre Mitgliedsverbände verwendeten nicht mehr das Kürzel „NWA“, da dieses nur noch mit der National Wrestling Alliance in Verbindung gebracht wurde. Aufgrund dessen war eine Angabe über die aktuelle Organisationsstruktur nicht möglich. Im Oktober 1980 wurde die National Wrestling Association aufgelöst.